# Крінау
Крінау (нім. Krinau) — село і колишня комуна у Швейцарії, в кантоні Санкт-Галлен.
До 2012 року мала статус окремої комуни. 1 січня 2013 року увійшла до складу комуни Ваттвіль.
Входить до складу округу Тоггенбург. Населення становить 273 особи (на 31 грудня 2006 року). Офіційний код — 3373.